# Giangiacomo Feltrinelli
Giangiacomo Feltrinelli (n. 19 iunie 1926, Milano, Regatul Italiei – d. 14 martie 1972, Segrate, Lombardia, Italia) a fost un aristocrat italian, patronul editurii Feltrinelli Editore și activist politic de stânga.

## Viața și activitatea

### Tinerețea
Provenit dintr-o familie foarte bogată din Milano, având de la naștere titlul de marchiz de Gargnano, a devenit interesat de timpuriu de viețile muncitorilor și ale săracilor de pe domeniul familiei sale. A ajuns la concluzia că în capitalism marea majoritate a oamenilor nu ar putea ajunge la privilegiile de care se bucura el însuși, fiind astfel obligați să-și vândă serviciile industriașilor și marilor proprietari de pământ.
Înspre finalul celui de-al doilea război mondial, Giangiacomo s-a alăturat Partidului Comunist Italian (PCI) în lupta împotriva armatei germane și a regimului lui Benito Mussolini. Fiind unul dintre cei mai bogați oameni din Europa, Giangiacomo a ajuns în următorii ani să finanțeze activitățile PCI.

### Publicistica
La sfârșitul anului 1954, Giangiacomo a întemeiat editura Giangiacomo Feltrinelli Editore. Prima carte publicată de aceasta a fost autobiografia prim-ministrului indian de atunci, Jawaharlal Nehru. Ulterior, Giangiacomo a ajuns întâmplător în posesia manuscrisului romanului Doctor Jivago, al scriitorului rus Boris Pasternak. Recunoscând capodopera, a decis să o publice, chiar dacă liderii PCI nu erau de acord, întrucât romanul se desfășura în Rusia între 1903 și 1943, intersectând perioade ca Revoluția din Octombrie, leninismul și stalinismul. Decizia s-a dovedit viabilă: Doctor Jivago a devenit imediat un best-seller internațional, fiind ecranizat ulterior de mai multe ori. Însă din cauza nerespectării voinței liderilor comuniști, Giangiacomo a fost exclus din PCI.
Feltrinelli Editore a mai avut ulterior un succes răsunător în 1958, prin publicarea în premieră a romanului Ghepardul (Il Gattopardo), de Giuseppe Tomasi di Lampedusa. Considerat cel mai bun roman al secolului, romanul prezenta nobilimea siciliană în timpul unificării Italiei (Risorgimento), când clasa de mijloc italiană a forțat unificarea sub Giuseppe Garibaldi și Casa de Savoia.
Giangiacomo Feltrinelli a fost adesea dornic să promoveze lucrări de avangardă sau ilegale (interzise de reglementările legale despre vulgaritate), cum ar fi Tropicul Cancerului al lui Henry Miller.

### Activism politic
În domeniul politic, Giangiacomo a călătorit în jurul lumii în anii 1960, întâlnindu-se cu lideri ai mișcărilor radicale din Lumea a treia și stabilind contacte cu mișcări de gherilă și antiimperialiste. De exemplu, în 1964 s-a întâlnit cu Fidel Castro, comandantul revoluției din Cuba și suporter al mișcărilor de eliberare din America de Sud. În 1967 s-a întâlnit în Bolivia cu Régis Debray, un asociat al lui Che Guevara.
A publicat scrierile unor personalități ca Fidel Castro, Che Guevara, Ho Și Min, și o serie de pamflete despre desfășurarea revoluțiilor din colonii și Orientul Mijlociu.
Ca comunist a fondat organizația GAP (Gruppi di Azione Partigiana) în 1970. GAP a devemit a dpia organizație teroristă formată din timpul „Anilor de conducere.” 
A murit la 14 martie 1972 în timpul unei misiuni GAP încercând să arunce în aer un stâlp de electricitate din apropiere de Milano. La fel ca în cazul morții tatălui său, au existat suspiciuni că serviciile secrete italiene, folosindu-se de numeroșii informatori din cadrul mișcărilor clandestine, au fost implicate în acest caz.
Opt mii de tineri și muncitori au participat la înmormântarea lui Giangiacomo Feltrinelli.